# Meromyza bipunctata
Meromyza bipunctata är en tvåvingeart som beskrevs av Lidia Ivanovna Fedoseeva 1971. Meromyza bipunctata ingår i släktet Meromyza och familjen fritflugor.
Artens utbredningsområde är Oregon. Inga underarter finns listade i Catalogue of Life.